# Tuparendi
Tuparendi là một đô thị thuộc bang Rio Grande do Sul, Brasil. Đô thị này có diện tích 307,675 km², dân số năm 2007 là 8793 người, mật độ 28,58 người/km².